# Jineth Bedoya
Jineth Bedoya Lima (Bogotá, 22 de octubre de 1974) es una periodista, escritora y activista colombiana contra la violencia de género. Es iniciadora de la campaña "No es hora de callar" que denuncia la violencia sexual y reclama a las sobrevivientes que alcen la voz contra la violencia de género. Ella misma en el año 2000 fue víctima de secuestro, tortura y violación sexual por parte de paramilitares cuando realizaba un reportaje en la Cárcel La Modelo de Bogotá. La fecha en la que ella fue secuestrada y agredida sexualmente, el 25 de mayo, fue declarada en agosto de 2014 con un decreto presidencial Día Nacional por la Dignidad de las Mujeres Víctimas de Violencia sexual en el Contexto del Conflicto Armado Interno. En la actualidad es subdirectora del diario El Tiempo. En 2020 recibió el Premio Mundial de Libertad de Prensa Unesco-Guillermo Cano y la Pluma de Oro de la libertad de WAN-IFRA. En 2021 la Corte IDH encontró culpable al Estado colombiano por los crímenes cometidos en su contra.

## Trayectoria
Debutó profesionalmente en el noticiero Alerta Bogotá, de Radio Uno, en 1997 y desde un principio tuvo como foco de trabajo la situación de las cárceles un trabajo por el que empezó a recibir amenazas. En 1999 a El Espectador, donde empezó a divulgar sus nuevos hallazgos del universo carcelario.
El 25 de mayo de 2000, a los 26 años, fue engañada con una supuesta entrevista en la cárcel La Modelo cuando investigaba sobre casos de tráfico de armas, desapariciones y homicidios que involucraba funcionarios y miembros del grupo paramilitar Autodefensas Unidas de Colombia. En la puerta de la cárcel fue interceptada por tres hombres que la subieron en un vehículo, la drogaron, torturaron y violaron durante 16 horas. Pasado este tiempo fue abandonada en una vía que sale de la ciudad hacia los llanos orientales, en un sector despoblado cerca de Villavicencio.
De acuerdo con Bedoya, los hombres que la secuestraron se identificaron como miembros del grupo paramilitar  quienes afirmaron que le estaban enviando un mensaje al periodismo en Colombia.
En el año 2001, Bedoya fue contratada por El Tiempo y fue encargada del cubrir temas judiciales entre los que se encontraban los grupos paramilitares.
El 8 de agosto de 2003, viajó a la ciudad de Puerto Alvira para informar acerca de la toma por parte de las Fuerzas Armadas Revolucionarias de Colombia - Ejército del Pueblo (FARC-EP) por más de un año, forzando a sus 1100 habitantes a producir cocaína. El líder de la guerrilla ordenó el secuestro de Bedoya y su fotógrafo inmediatamente llegaron al área les quitaron sus cámaras y ropa. Aunque el dirigente de las FARC-EP había ordenado que no se hablara a los periodistas ni fueran alimentados, las mujeres de la ciudad continuaron llevándoles alimentos. La gente de la población trato sin éxito de alertar la Cruz Roja acerca del secuestro y un sacerdote local advirtió que la guerrilla planeaba llevarlos al bosque y asesinarlos. Sin embargo, poco tiempo después los periodistas fueron liberados. A su regreso Bedoya escribió una historia acerca de las condiciones de vida en un territorio controlado por las FARC-EP, siendo prudente de no incriminar a alguno de los ciudadanos que la ayudaron.
En noviembre de 2010, Bedoya publicó su libro Vida y muerte del Mono Jojoy acerca de Víctor Julio Suárez Rojas, más conocido como el Mono Jojoy, uno de los dirigentes de las FARC-EP que recientemente había muerto. El libro afirmaba que el Mono Jojoy había ordenado el asesinato del entonces periodista de Caracol Radio Néstor Morales. En respuesta a esto la agencia de noticias aliada de las FARC-EP Nueva Colombia la acusó en su sitio web de ser una agente de inteligencia militar, lo que causó que la Fundación para la Libertad de Prensa y Periodistas Canadienses por la Libre Expresión emitieran declaraciones de preocupación por su seguridad.

### No es hora de callar.

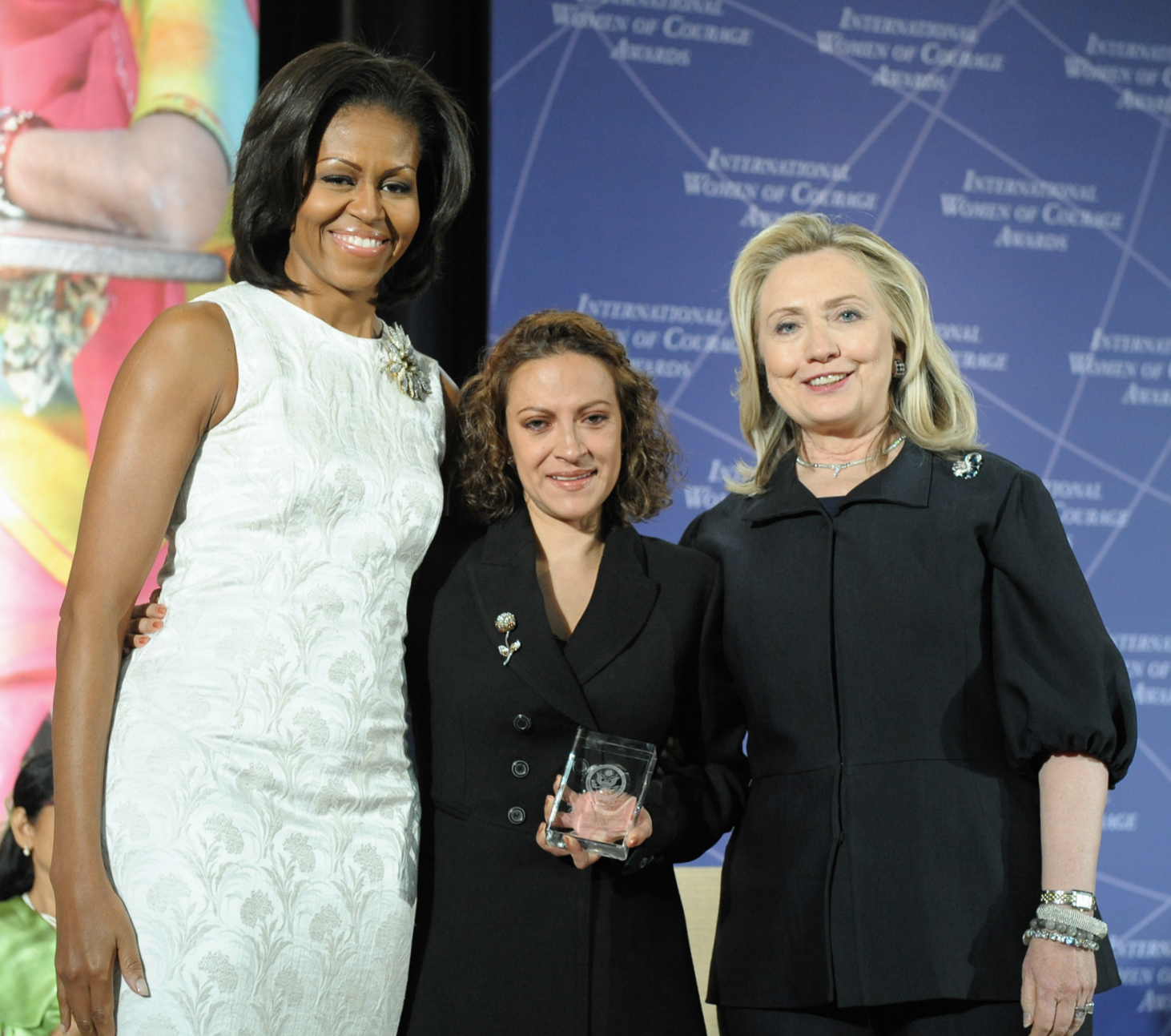
Jineth Bedoya con Hillary Clinton y Michelle Obama en los Premios IWOC de 2012.

Bedoya se atrevió a contar por primera vez públicamente la historia de su violación en 2009 a partir de una iniciativa de Intermon Oxfam para denunciar la violencia sexual en Colombia. Desde entonces lidera la campaña "No es hora de callar" reclamando que las mujeres denuncien las agresiones sexuales y denunciando la violencia de género. “Tras el secuestro guardé silencio porque pensaba que como periodista no podía identificarme como víctima. Además, sentía tal vergüenza que para mí era imposible siquiera hablarlo con mi madre. Y era consciente de que aunque denunciase, no iba a pasar nada y yo me iba a desgastar en ese proceso” ha explicado sobre su propio proceso.
En 2011, tras contar su caso en Colombia en un programa de televisión de máxima audiencia, la investigación judicial, que volvió a estancarse poco después, se reactivó.

### 25 de mayo, día por la dignidad de las víctimas de violencia sexual
En agosto de 2014 el presidente colombiano Juan Manuel Santos presentó el decreto presidencial 1480 consagrando el 25 de mayo, fecha de la violación y tortura que sufrió Bedoya, como "Día Nacional por la Dignidad de las Mujeres Víctimas de la Violencia Sexual en el marco del Conflicto Armado Interno". El presidente explicó que el decreto era una medida de reparación de su caso, contribuyendo a la vez a dignificar simbólicamente a todos y todas las víctimas y sobrevivientes de este crimen. "Este decreto para la opinión pública que no conoce bien fue una solicitud de Bedoya" destacando la valentía de la comunicadora para "superar ese drama y ese dolor" La primera vez que se conmemoró el día fue el 25 de mayo de 2015.
Bedoya ha combinado su trabajo periodístico con el apoyo a grupos de víctimas sobrevivientes en Colombia, así como con el activismo en favor de los derechos de las mujeres y en rechazo de todos los tipos de violencias contra ellas. 
Bedoya ha formado parte de una delegación de víctimas que participó en las negociaciones para el proceso de paz en La Habana entre el Gobierno colombiano y las FARC-EP.
En noviembre de 2016 participó en España en la presentación de la iniciativa "No es hora de callar" con el apoyo de varias instituciones para romper con el silencio de la violencia de género.

## Investigación sobre su secuestro y violación

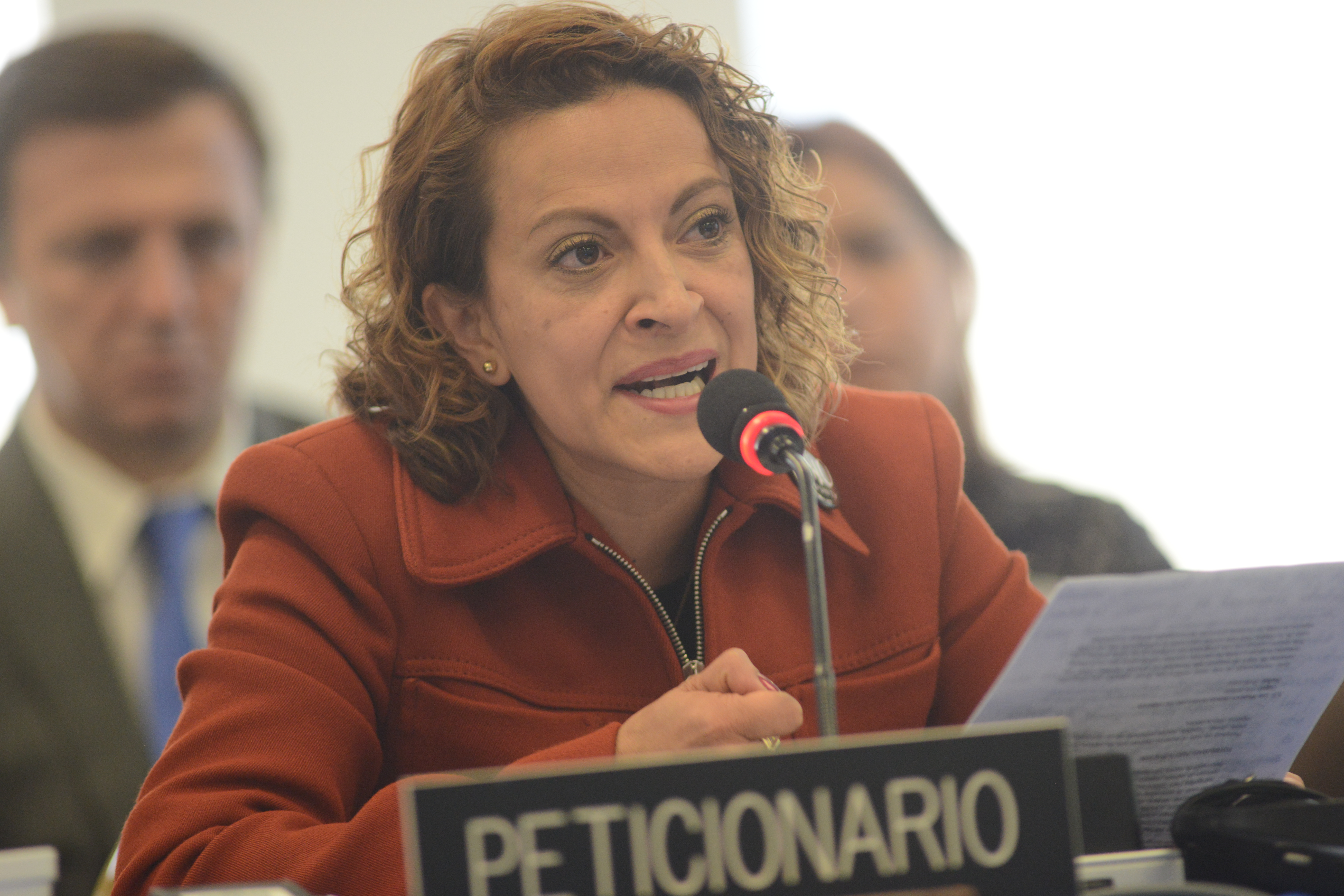
Bedoya presentando el caso en el 157 Período Ordinario de Sesiones de la CIDH, el 5 de abril de 2016.

El caso fue puesto en conocimiento de la Fiscalía y de la Comisión Interamericana de Derechos Humanos (CIDH) desde el 2 de junio del año 2000, pero al principio los avances judiciales fueron mínimos.
La investigación estuvo congelada por más de una década en la Fiscalía, hasta que Bedoya, apoyada por la Fundación para la Libertad de Prensa e Intermón Oxfam llevó su caso a la CIDH de la OEA  una denuncia contra el Gobierno de Colombia en mayo de 2011.
Desde 2002, organizaciones como Reporteros Sin Fronteras y la Red Damocles cuestionaron la lentitud en el caso del secuestro de Bedoya, así como del asesinato del periodista Jaime Garzón, afirmando que en ambos casos las entidades judiciales y los servicios de inteligencia del Estado entorpecieron las investigaciones. 
Así mismo, ambas ONG denunciaron públicamente la relación directa de ambos casos, no solo como parte de un ataque sistemático contra el periodismo crítico en Colombia, sino también de que ambos casos están entrelazados en una trama judicial, por cuanto que las investigaciones de Bedoya sobre los hechos de la cárcel Modelo estaban alternando con las investigaciones por la muerte de Jaime Garzón debido a que la periodista Bedoya había documentado dentro de sus investigaciones las comunicaciones que realizaba el periodista Garzón al jefe paramilitar Carlos Castaño a través del jefe paramilitar Ángel Gaitán Mahecha por medio de teléfonos satelitales donde el primero pedía que se quitara la orden de asesinato que había en su contra, por lo cual se ha establecido desde ese momento que la orden del asesinato de Garzón pasó por los pasillos de la modelo hasta ser llevada al Bloque Capital de las Autodefensas Unidas de Colombia (AUC), estructura criminal, el cual fue uno de los gestores del magnicidio y del secuestro y violación de Bedoya.
La entonces fiscal Viviane Morales clasificó el caso como delito de lesa humanidad, por tanto imprescriptible. 
En agosto de 2011, el paramilitar Alejandro Cárdenas Orozco, ante una fiscal de Justicia y Paz, confesó su participación en el secuestro, y un año después fueron vinculados al expediente dos sujetos más: Mario Jaimes Mejía, alias el Panadero, y Jesús Emiro Pereira, alias Huevoepisca.
En junio de 2014, Cárdenas Orozco se retractó de su confesión y aseguró que había mentido a petición de Daniel Rendón Herrera, alias Don Mario, quien le ofreció recompensa. Aunque esta declaración entrabó el caso no fue obstáculo para que la fiscal 49 especializada de Derechos Humanos persistiera en sus pesquisas y determinara cómo se planeó la acción criminal contra Bedoya.
Según un testigo el proyecto fue concebido por Ángel Gaitán Mahecha y Miguel Arroyave, dos paramilitares que estaban recluidos en La Modelo, y su ejecución quedó a cargo de Mario Jaimes Mejía, alias el Panadero, a quien Arroyave le había servido de padrino en el bautizo de un hijo.
En julio de 2014 la CIDH encontró evidencia de que este caso se debía revisar y pronunciar sobre esa acción judicial y lo aceptó.
En 2016 la periodista descartó conciliar con el Estado ante la CIDH y denunció que todavía faltaba el castigo a los autores intelectuales del crimen y a policías y militares implicados. Además, recalcó que las condenas contra el Panadero y a alias JJ habían llegado no por una acción eficiente del Estado sino por su esfuerzo periodístico y la presión mediática que generó el caso. Bedoya aseguró que en marzo recibió una amenaza del grupo Águilas Negras, nacido tras la desmovilización de las paramilitares AUC a mediados de la década pasada.
En 2018 la CIDH le recomendó a Colombia “una investigación completa, imparcial, efectiva y dentro de un plazo razonable que permita esclarecer todas las circunstancias de todos los crímenes cometidos contra la periodista Bedoya, incluida las amenazas y violencia sexual, y determinar todas las responsabilidades correspondientes incluida la posible participación de agentes del Estado”. También concluyó que el Estado fue responsable de las distintas violaciones a los derechos humanos sufridos por Bedoya.
El 19 de julio de 2019, ante el incumplimiento del gobierno de Iván Duque de las recomendaciones de la CIDH, esta le remitió el caso a la Corte Interamericana de Derechos Humanos (Corte IDH).
El 16 de marzo de 2021, el director general de la Agencia Nacional de Defensa Jurídica del Estado, Camilo Gómez Alzate se retiró de la audiencia ante la Corte Interamericana de Derechos Humanos alegando una supuesta falta de garantías. También recusó a los cinco magistrados de la Corte IDH con el argumento de que estaban prejuzgando a Colombia. Tras una fuerte presión internacional, el gobierno de Duque regresó a la audiencia.
El 19 de octubre de 2021 la Corte IDH declaró responsable al Estado colombiano del secuestro, tortura y violación de Bedoya. También lo encontró culpable de no protegerla a ella ni a su mamá, la señora Luz Nelly Lima, de las amenazas y de la persecución que se desencadenaron en su contra tras el ataque. El presidente Duque aceptó el fallo.

## Premios y reconocimientos
- En 2000, Bedoya fue galardonada con el Premio CJFE  patrocinado por la asociación de Periodistas canadienses para la Expresión Libre.[21]

- En 2001, fue galardonada por la Fundación Internacional de Mujeres en los Medios.[22] Luego Bedoya afirmaría que el premio le ayudó a continuar después del primer ataque.[6]

- Premio Internacional a las Mujeres de Coraje 2012 entregado anualmente por el Departamento de Estado de los Estados Unidos.[23]
- Premio Mundial de Libertad de Prensa Unesco - Guillermo Cano 2020[24]
- Pluma de Oro de la Libertad WAN-IFRA 2020 [25]

## Publicaciones
- 'Vida y Muerte del Mono Jojoy'
- 'Te Hablo Desde la Prisión'
- 'La Pirámide de David Murcia'
- 'Blanco Neutralizado'
- 'Las Trincheras del Plan Patriota'
- 'Los patios del infierno: no es ficción'